# Andy Currie
Andrew Christopher "Andy" Currie, född 1955, är en brittisk företagsledare som är minoritetsägare (20%) och VD för den globala kemijätten Ineos. Han hade tidigare arbetat för British Petroleum och dess kemiska affärsdel; Sir Jim Ratcliffes företag Inspec samt Laporte plc efter att de förvärvade just Inspec.
Den amerikanska ekonomitidskriften Forbes rankade Currie till att vara världens 564:e rikaste med en förmögenhet på 5,4 miljarder amerikanska dollar för den 11 juni 2024.
Han avlade en kandidatexamen i naturvetenskap vid universitetet i Cambridge.